# Социальный детерминизм
Социа́льный детермини́зм (от лат. determinare — определять) — один из основных императивов социологии, в котором представлена всеобщая взаимосвязь и причинно-следственные отношения различных социальных явлений.
Антиподом детерминизму является индетерминизм, учение которое отрицает существование всяких социальных взаимосвязей и причинно-следственных действий в общественном развитии.

## Общее описание
Социальный детерминизм впервые был изучен Эмилем Дюркгеймом — французским философом, который считался «отцом» данной социальной науки.
На социальные действия индивида могут влиять силы, контролирующие поток идей. Создавая идеологию в обществе индивида, его действия и реакции на стимулы предопределены для соблюдения социальных норм, навязанных человеку. Идеологии могут быть созданы с использованием социальных институтов, таких как: школьное образование, которое «стало той территорией, на которой противоборствующие силы выражают свои социальные и политические интересы»; СМИ, которые «имеют значительную силу в формировании социальной повестки дня и разработке общественного мнения в поддержку этой повестки дня».
Наиболее распространенной формой социального детерминизма в XIX веке был экономический детерминизм, то есть концепция, согласно которой экономика имеет определяющее влияние на политические и социальные процессы. В частности, для марксизма характерна точка зрения, согласно которой история развивается в соответствии с неизбежными экономическими законами. Однако Карл Маркс писал, что «люди сами делают свою историю, но они её делают не так, как им вздумается, при обстоятельствах, которые не сами они выбрали, а которые непосредственно имеются налицо, даны им и перешли от прошлого». То есть он считал, что люди ограничены материальными условиями их существования, однако это не лишает их выбора и инициативы.
Другой распространенной формой социального детерминизма стал культурный детерминизм. В частности, Макс Вебер утверждал, что развитие общества зависит от господствующих в нём религиозных ценностей. В дальнейшем такие идеи нашли как своих сторонников (в частности, Толкотта Парсонса), так и противников.

## Разновидности
Общеизвестные виды детерминизма:
- механистический («лаплассовский»)
- религиозный (теологический)
- вульгарно-материалистический

## Основные подходы
- Географический детерминизм — взаимозависимость между географической средой и обществом (представители Шарль де Монтескье, Л. И. Мечников)[1].
- Идеалистический детерминизм — движущей причиной общественного развития является духовный фактор («идея») (представители Георг Фридрих Вильгельм Гегель, Огюст Конт)[1].
- Материалистический детерминизм — «Способ производства материальной жизни обусловливает социальный, политический и духовный процессы жизни вообще. Не сознание людей определяет их бытие, а, наоборот, их общественное бытие определяет их сознание» (Карл Маркс «К критике политической экономии»)[1].
- Демографический детерминизм — комплекс представлений в социологии, в рамках которого центральными в объяснении различных социальных явлений выступают демографические факторы. Ряд учёных, приверженных к этому направлению, считают, что только планомерное улучшение и стабилизация демографических показателей и борьба с демографическими кризисами способны предотвратить непрогнозируемые социальные «взрывы», а также поспособствовать стабильному функционированию и развитию социальной системы[7].
- Технологический детерминизм — идея того, что основной детерминантой социально-экономических и иных изменений в обществе являются более или менее крупные сдвиги в технике и технологической системе производства[8].